# شون بيرسون
شون بيرسون (بالإنجليزية: Shaun Pearson) (28 أبريل 1989 بيورك في المملكة المتحدة - ) هو لاعب كرة قدم بريطاني في مركز الدفاع. شارك مع منتخب إنجلترا لكرة القدم C ‏. أما مع النوادي، فقد لعب مع غريمسبي تاون وStamford A.F.C. ‏ وسبالدينغ يونايتد ‏ ونادي بوسطن يونايتد.

## وصلات خارجية
- شون بيرسون على موقع قاعدة بيانات كرة القدم.إي يو (الإنجليزية)
- شون بيرسون على موقع Soccerbase.com (لاعب) (الإنجليزية)
- شون بيرسون على موقع Soccerway.com (الإنجليزية)